# Espineta gorja-roja
El espineta gorja-roja (Pyrrholaemus brunneus) és un ocell de la família dels acantízids (Acanthizidae).

## Hàbitat i distribució
Habita garrigues àrides, arbusts espinosos i mallee d'Austràlia des del centre i sud d'Austràlia Occidental cap a l'est, a través sud del Territori del Nord fins al sud-oest de Queensland